# Сухобалківська сільська рада
Сухоба́лківська сільська́ ра́да — колишній орган місцевого самоврядування в Доманівському районі Миколаївської області. Адміністративний центр — село Суха Балка.

## Загальні відомості
- Територія ради: 113,257 км²
- Населення ради: 1 344 особи (станом на 2001 рік)

## Населені пункти
Сільській раді підпорядковані населені пункти:
- с. Суха Балка
- с. Іванівка
- с. Ізбашівка
- с. Лідіївка

## Склад ради
Рада складається з 16 депутатів та голови.
- Голова ради: Бабанська Надія Володимирівна